# Col-bleu (marin)
Pour les articles homonymes, voir Col bleu.
Un col-bleu est un marin de la Marine nationale française.
Depuis une ordonnance de Louis XIV, les matelots portaient une queue de cheval ou catogan. Ils enduisaient leurs chevelures de suif afin de ne pas les arracher dans les cordages et de les rendre plus rigides. Pour ne pas salir leurs vareuses, ils portaient un col amovible. Bien qu'aujourd'hui la coiffure ait changé, le col amovible est resté.

## Sources
1. ↑  Éditions Larousse, « Définitions : col-bleu, cols-bleus - Dictionnaire de français Larousse », sur www.larousse.fr (consulté le 10 décembre 2018)
2. ↑  « L'uniforme du marin », sur ACOMAR, 25 octobre 1989 (consulté le 4 avril 2018)
3. ↑  « Speak & Sea : Lexique illustré du naval de défense », DCNS Universeaty, 2014 (consulté le 4 avril 2018)